# Ishar 3: The Seven Gates of Infinity
Ishar 3: The Seven Gates of Infinity je RPG videohra typu dungeon z roku 1994 vytvořená a distribuovaná francouzskou společností Silmarils pro platformy MS-DOS, Amiga, Atari ST a Macintosh. Jedná se o pokračování hry Ishar 2: Messengers of Doom z roku 1993 a také o třetí díl trilogie Ishar. V roce 2009 se objevila v kompilaci Ishar Compilation pro Microsoft Windows. 
Ve hře Ishar 3: The Seven Gates of Infinity bylo stěžejní cestování v čase pomocí časových teleportů. Důležitou roli zde hrálo sledování hodin, neboť tyto portály byly přístupné pouze v určitém časovém rozmezí.
Na začátku si hráč může zvolit hrdinu z druhého dílu – válečníka Zubarana nebo si v editoru postav vytvořit vlastní družinu. Je také možné si ji importovat z předchozích dílů. Hlavním protivníkem je velký drak.